# ماري بورتر
ماري بورتر (بالإنجليزية: Marie Porter)‏ هي كاتِبة أسترالية، ولدت في 4 نوفمبر 1939.